# Bandera de La Guancha

Bandera de La Guancha.

La bandera del municipio tinerfeño de La Guancha está formada  por un paño verde, con una franja diagonal blanca que va del ángulo superior del batiente al inferior del asta, con un ancho igual a un tercio de la altura del paño.
El blanco representa el agua de la fuente que, según la leyenda, dio nombre al municipio, así como la riqueza acuífera que posee. El verde se refiere a las huertas y campos que circundan la localidad y al pinar que se extiende a los pies del Teide.